# Мечеть Махмут бей
41°28′50″ пн. ш. 33°41′17″ сх. д. / 41.480531° пн. ш. 33.688017° сх. д.

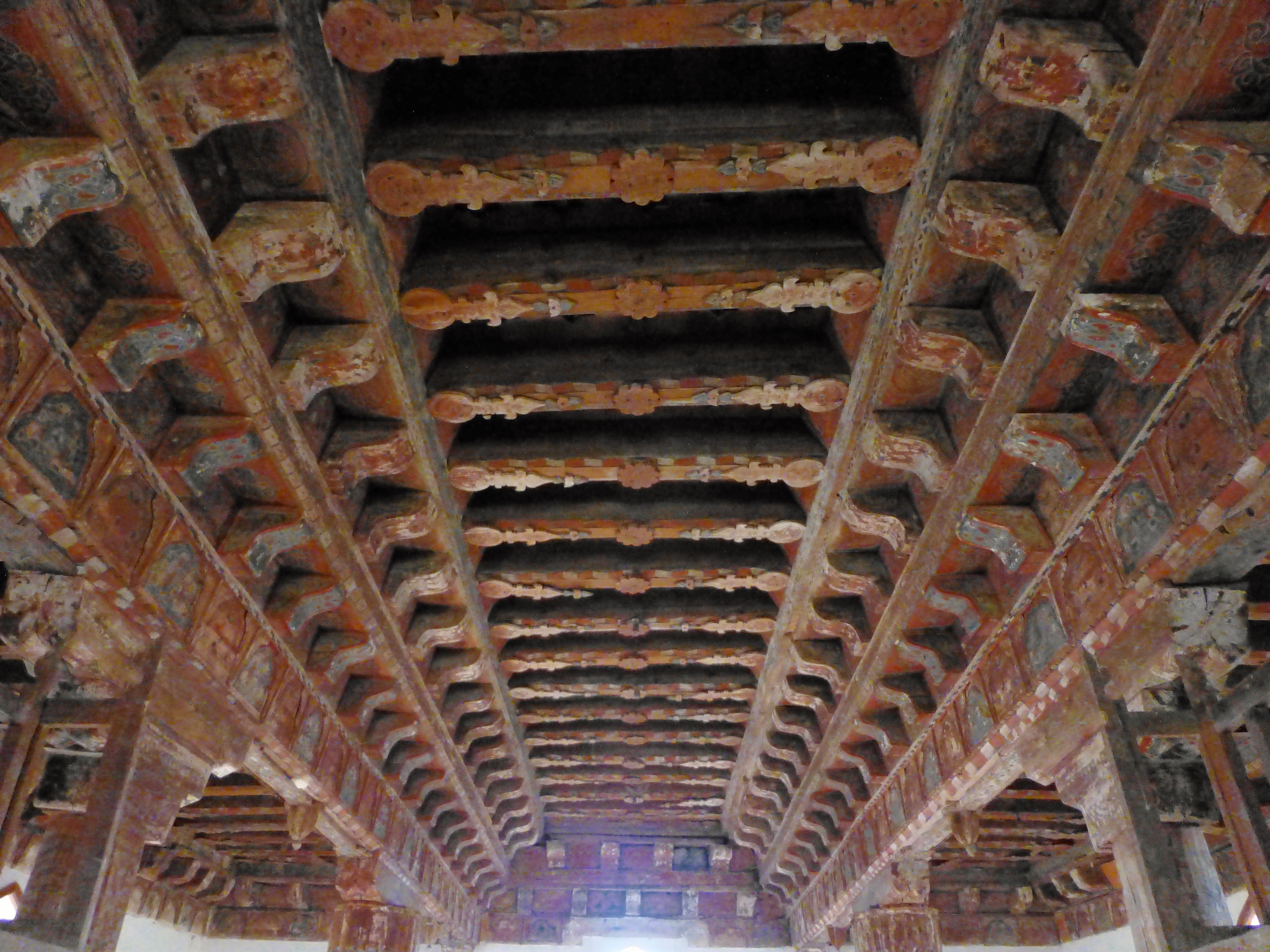
Дах

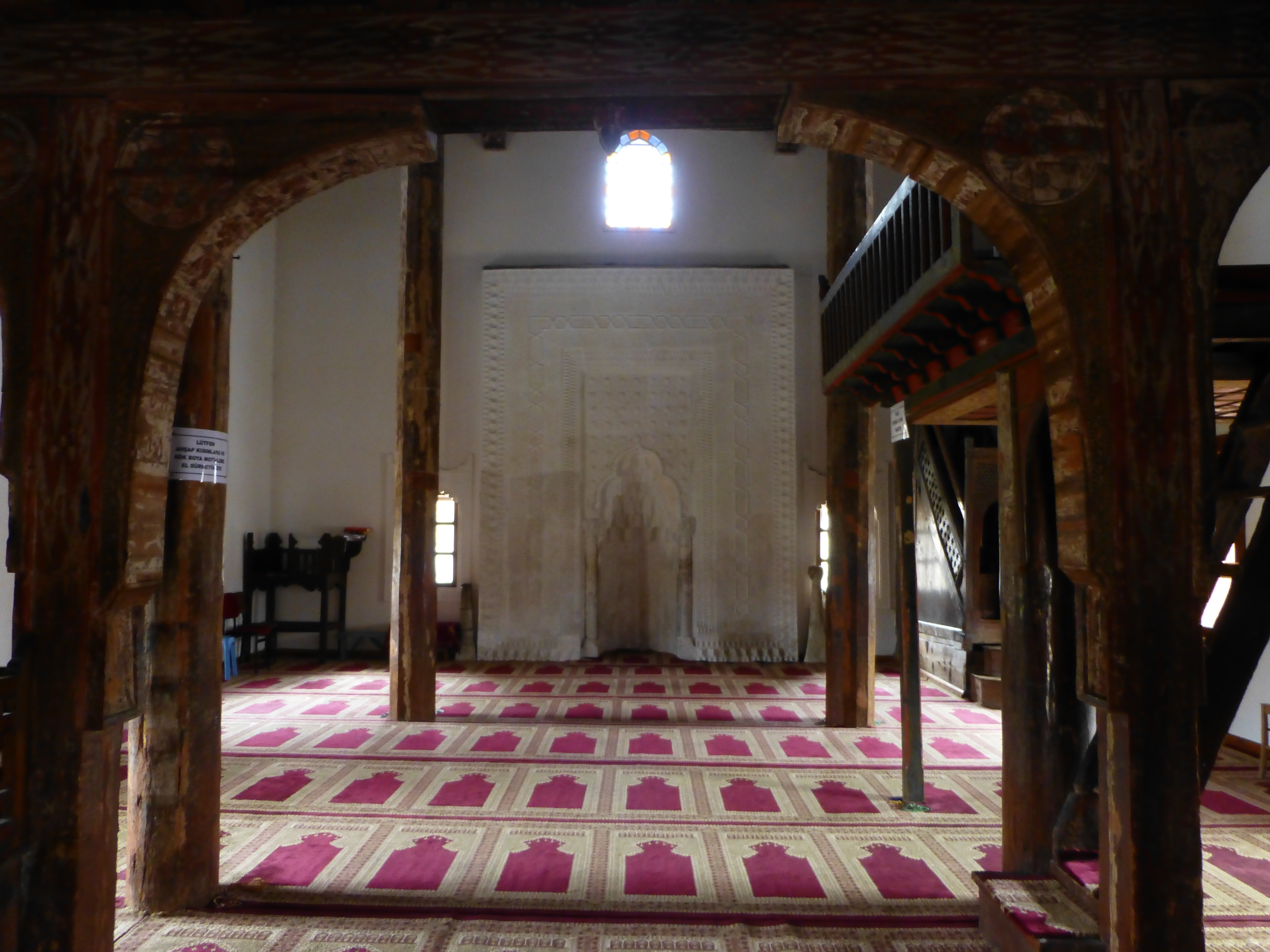
Міхраб

Мечеть Махмутбей - історична мечеть у селі Касаба в провінції Кастамону, Туреччина
Касаба колись був важливим поселенням у провінції Кастамону. Зараз це невеличке село близько 18 км від Кастамону. Історична мечеть села на 41°28′48″ пн. ш. 33°41′17″ сх. д. / 41.48000° пн. ш. 33.68806° сх. д. - важлива культурна споруда провінції. 

## Мечеть
Будівництво було доручено Махмуту Бею, члену Кандаридів у 1366 році. Мечеть унікальна за своїм будівельним стилем, тому що цемент не використовується в будівництві (за винятком міхраба). Дах теж був побудований без використання жодного металевого елемента. Цей стиль також відомий як Çivisiz camii, що означає "мечеть без цвяха".  План мечеті прямокутний. Це одна з перших мечетей з дерева, в Анатолії. Екстер'єр мечеті був побудований з тесаного каменю. Стеля будівлі стоїть на чотирьох стовпах. Всередині мечеті всі деревні поверхні, прикрашені рослинними барвниками, називають kalem işi (дослівно «робота олівецем»).  Портал мечеті, який був шедевром мистецтва, проте зараз зберігається в музеї етнографії Кастамону.  На його місце встановлена копія оригінального порталу. 

## Статус всесвітньої спадщини
Мечеть була додана в попередній список в культурній категорії Всесвітньої спадщини ЮНЕСКО  15 квітня 2014 року 

## Галерея

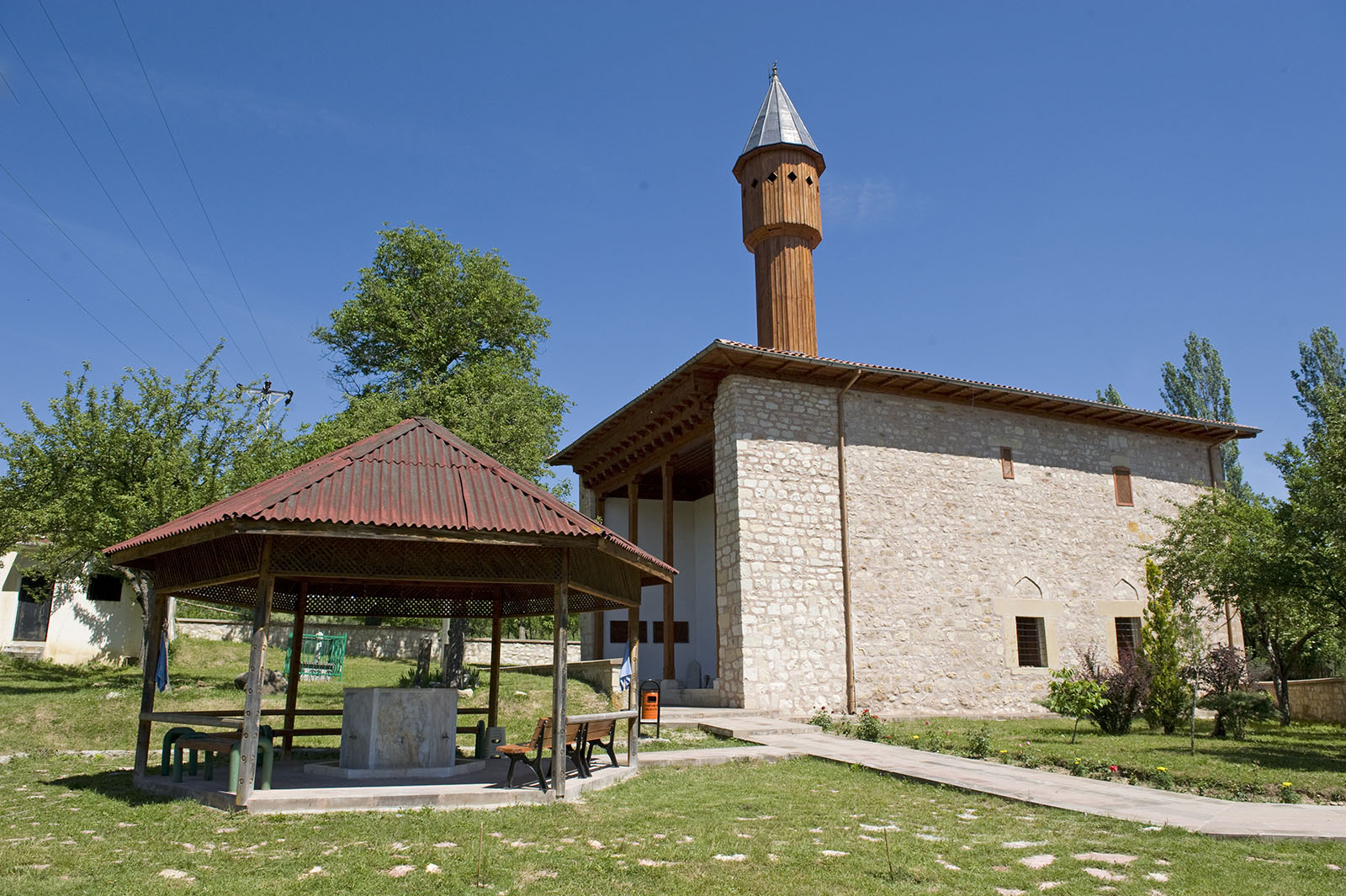
Мечеть Махмут Бей з саду
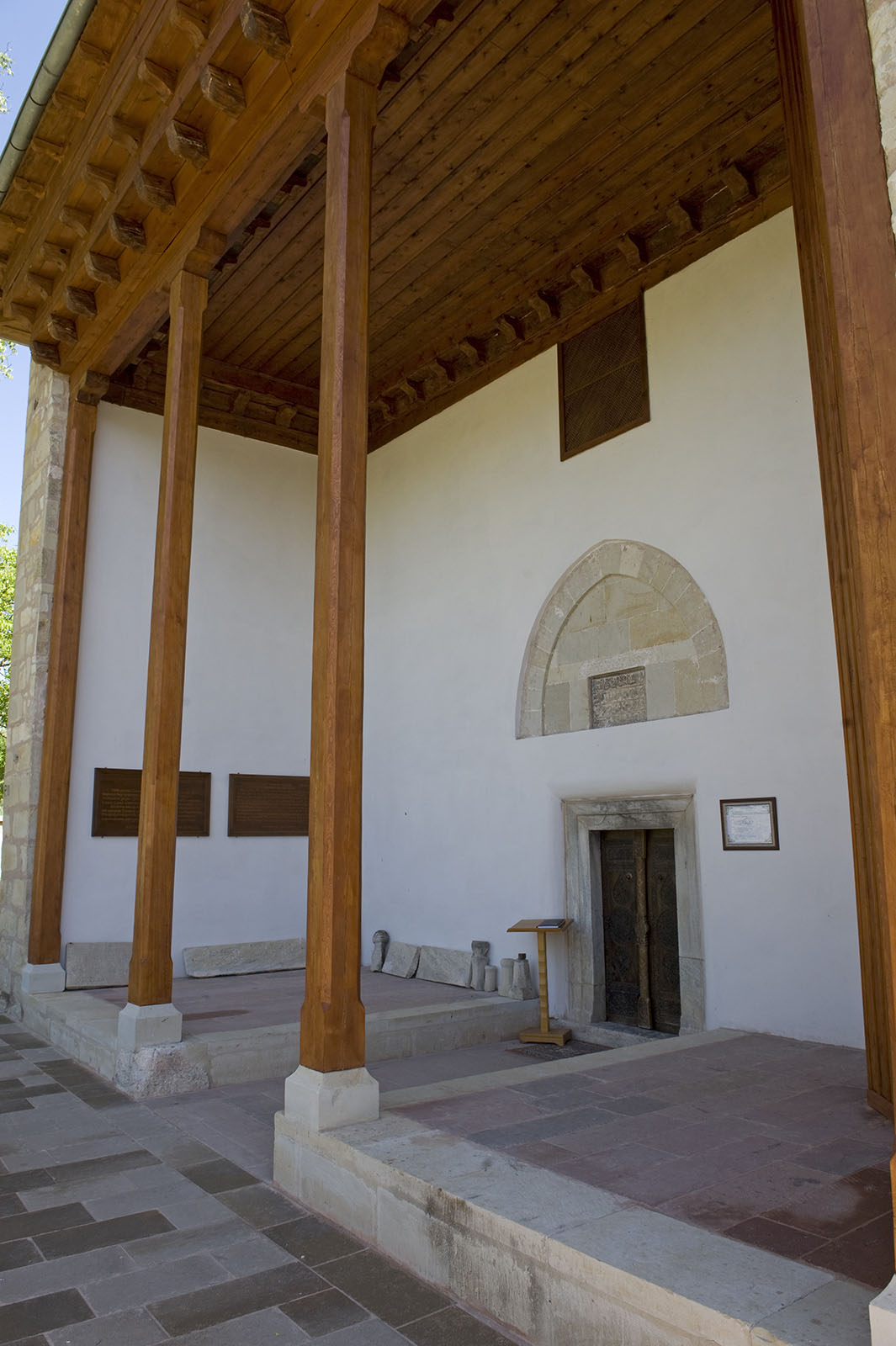
Вхід в мечеть Касаби Махмут Бей
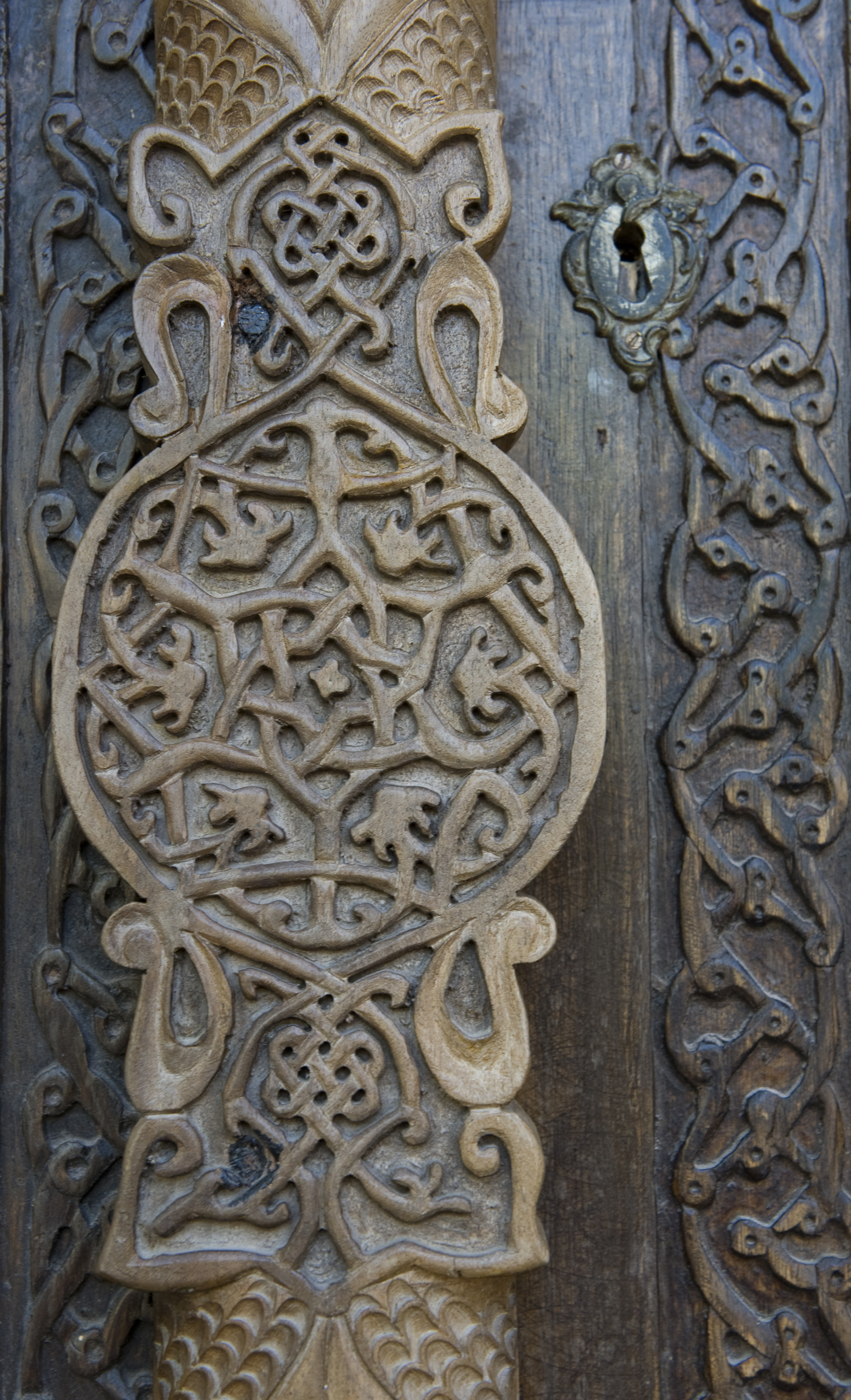
Деталі вхідних дверей мечеті Касаби Махмут Бей
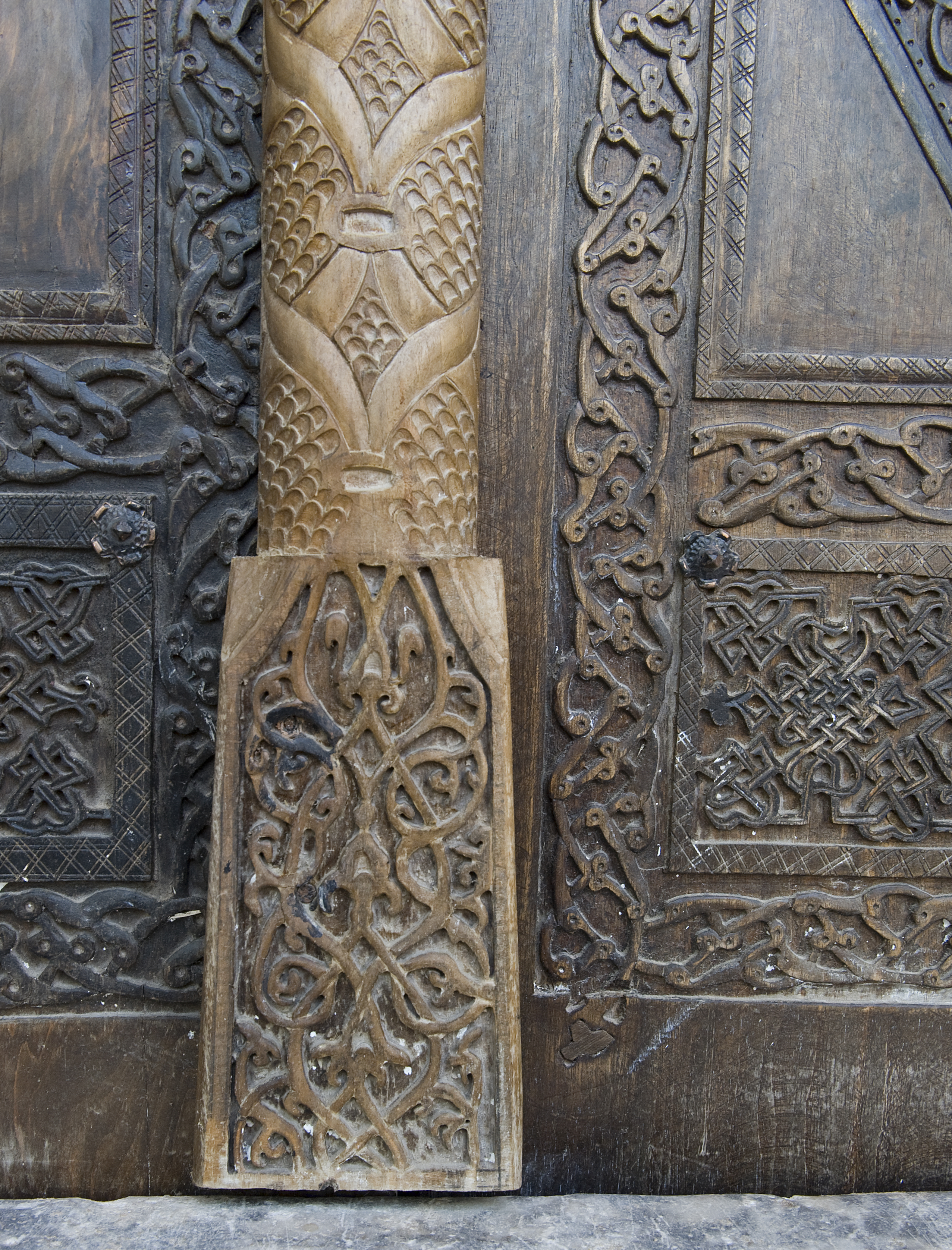
Деталі вхідних дверей мечеті Касаби Махмут Бей
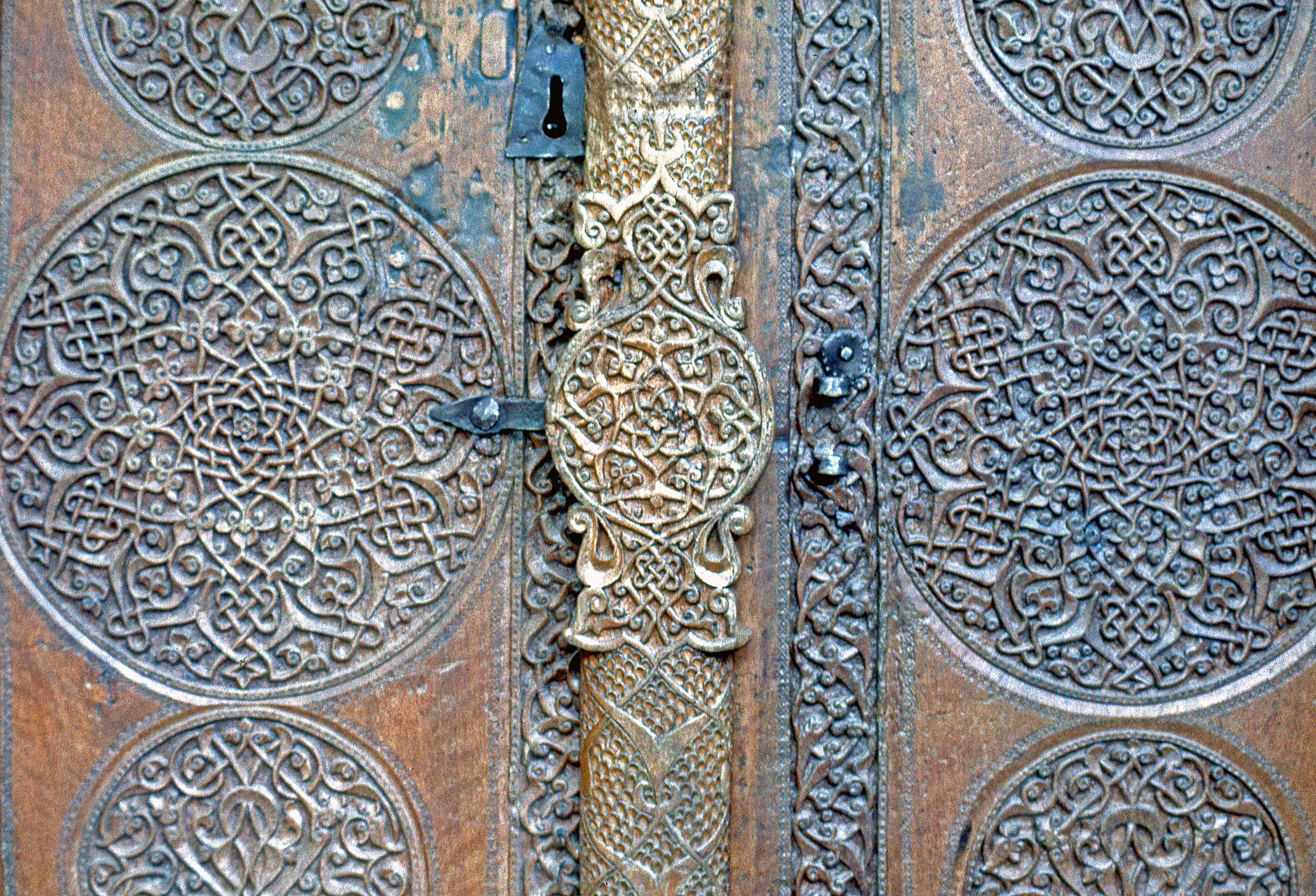
Деталі вхідних дверей мечеті Касаби Махмут Бей
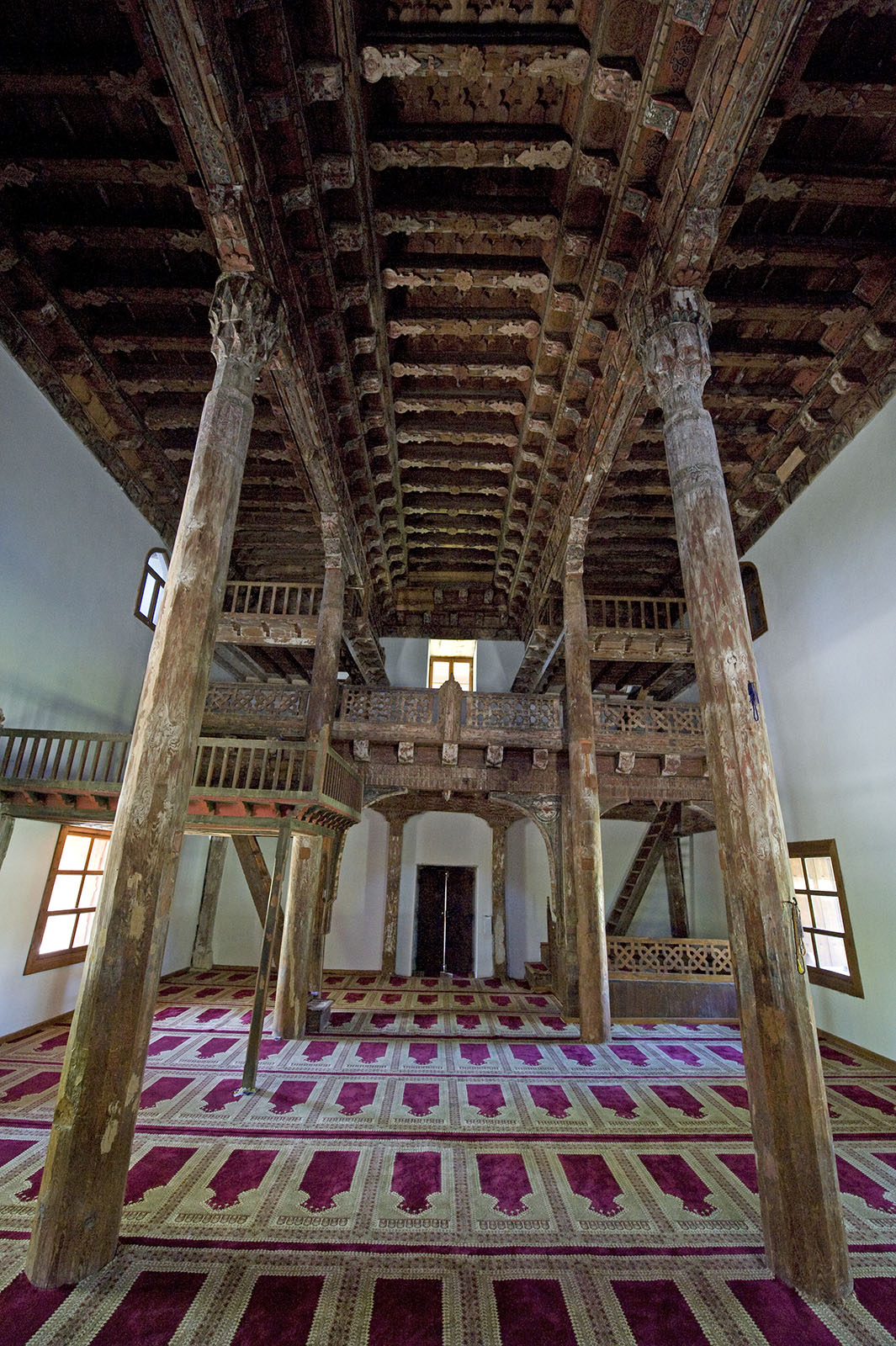
Вид на мечеть Касаби Махмут Бей
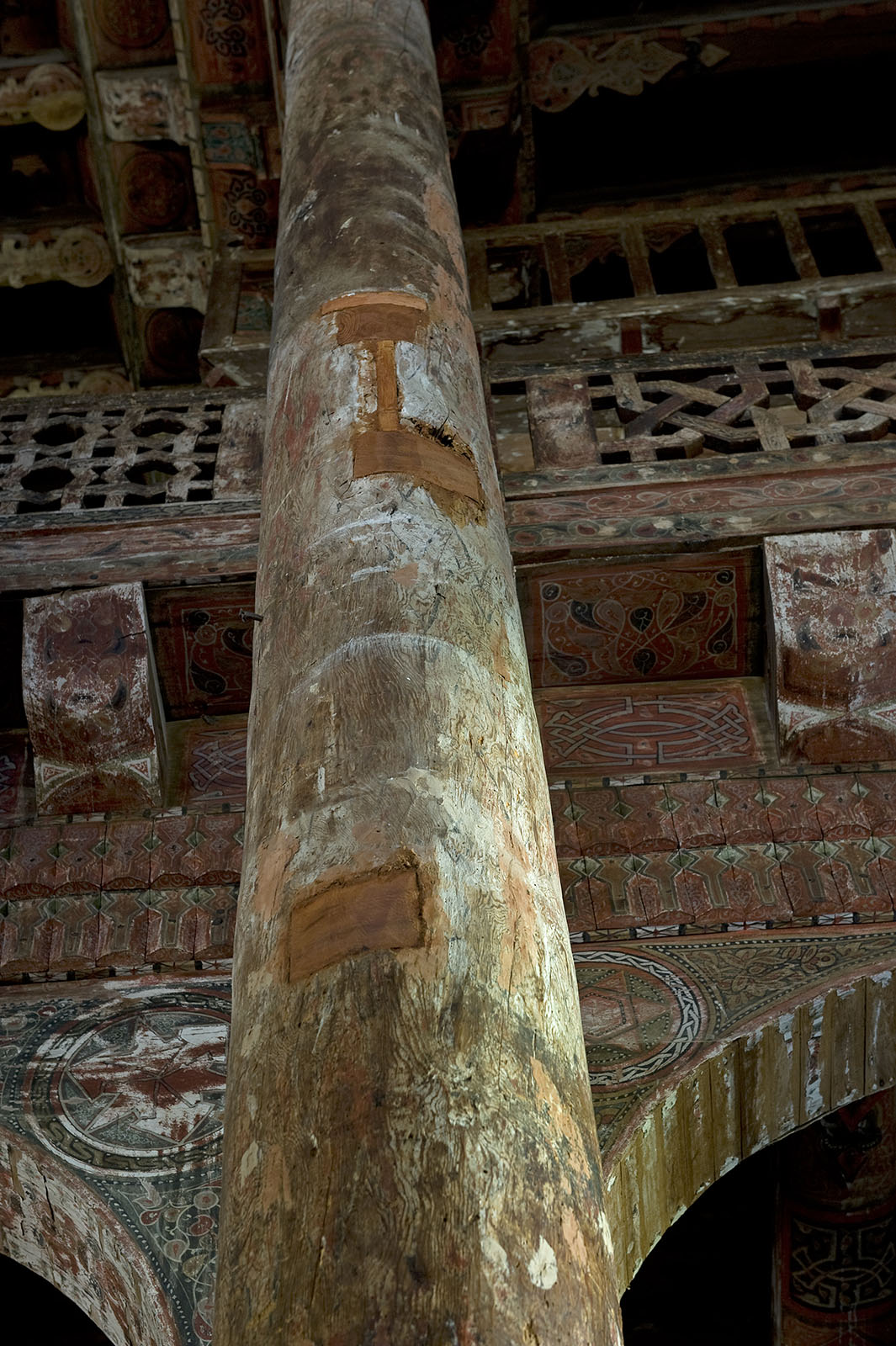
Інтер'єр мечеті Махмута Бея
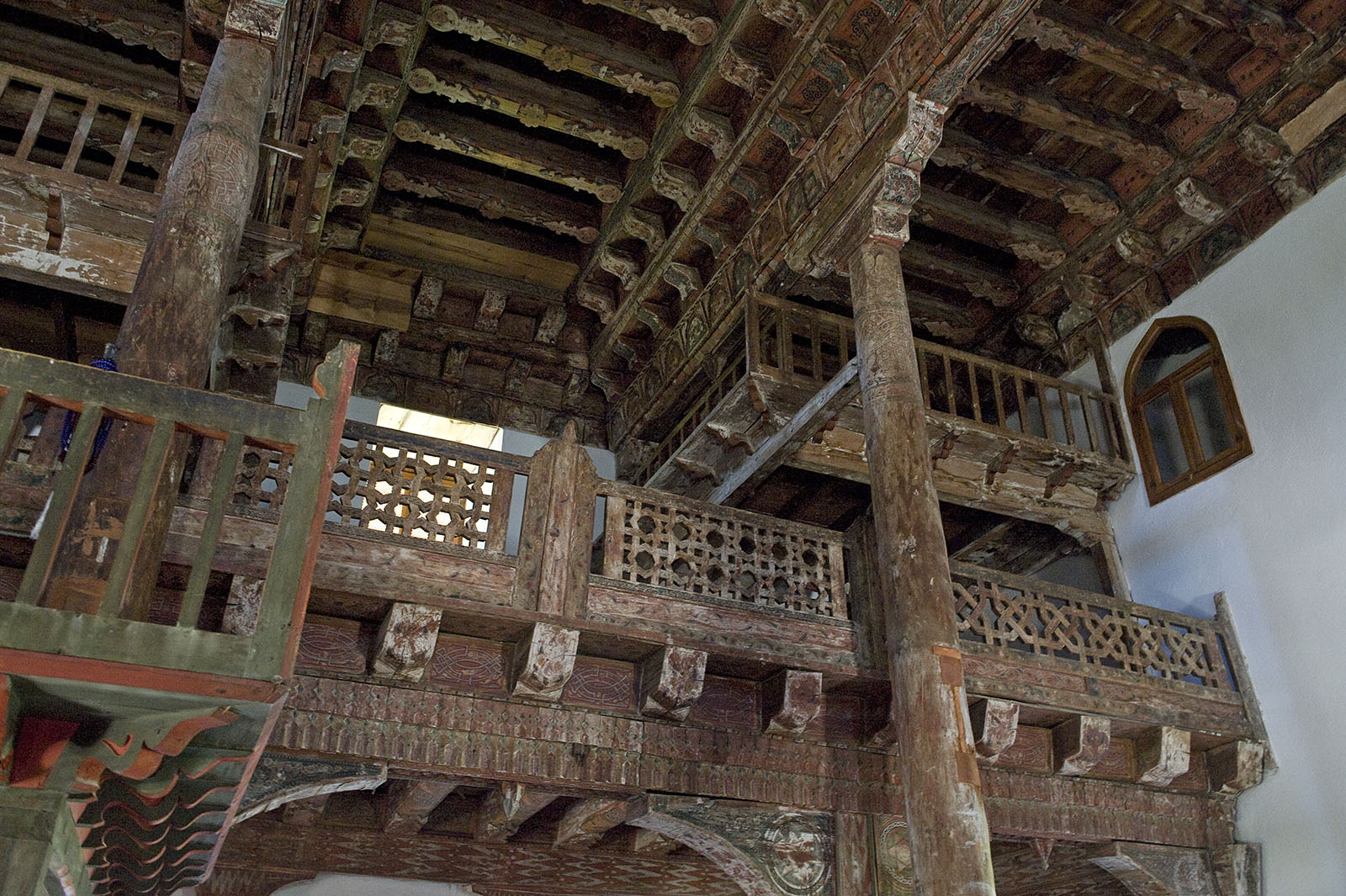
Інтер'єр мечеті Kasaba Mahmut Bey з балконами
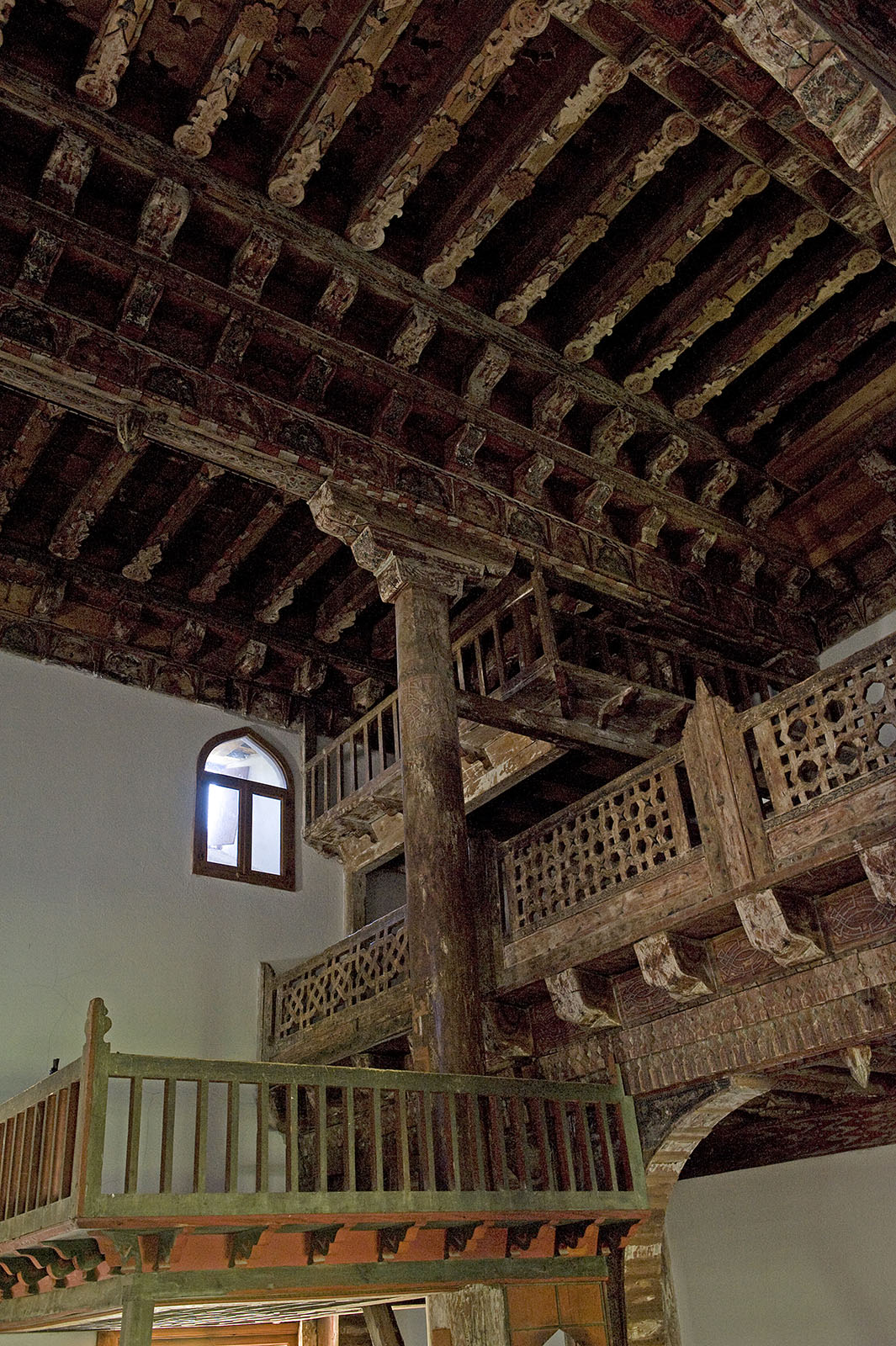
Інтер'єр мечеті Kasaba Mahmut Bey з балконами
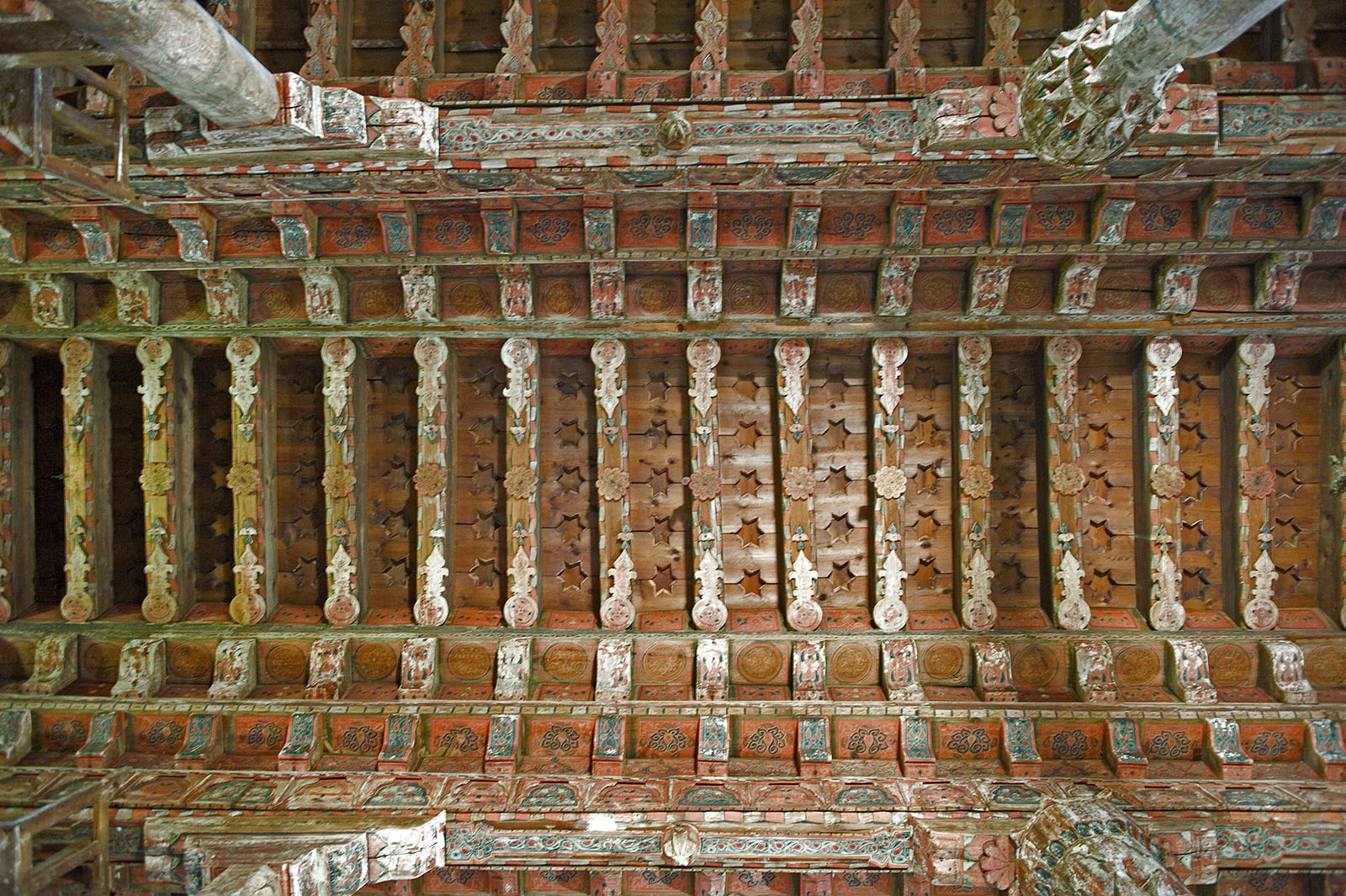
Стеля мечеті Касаби Махмут Бей з землі
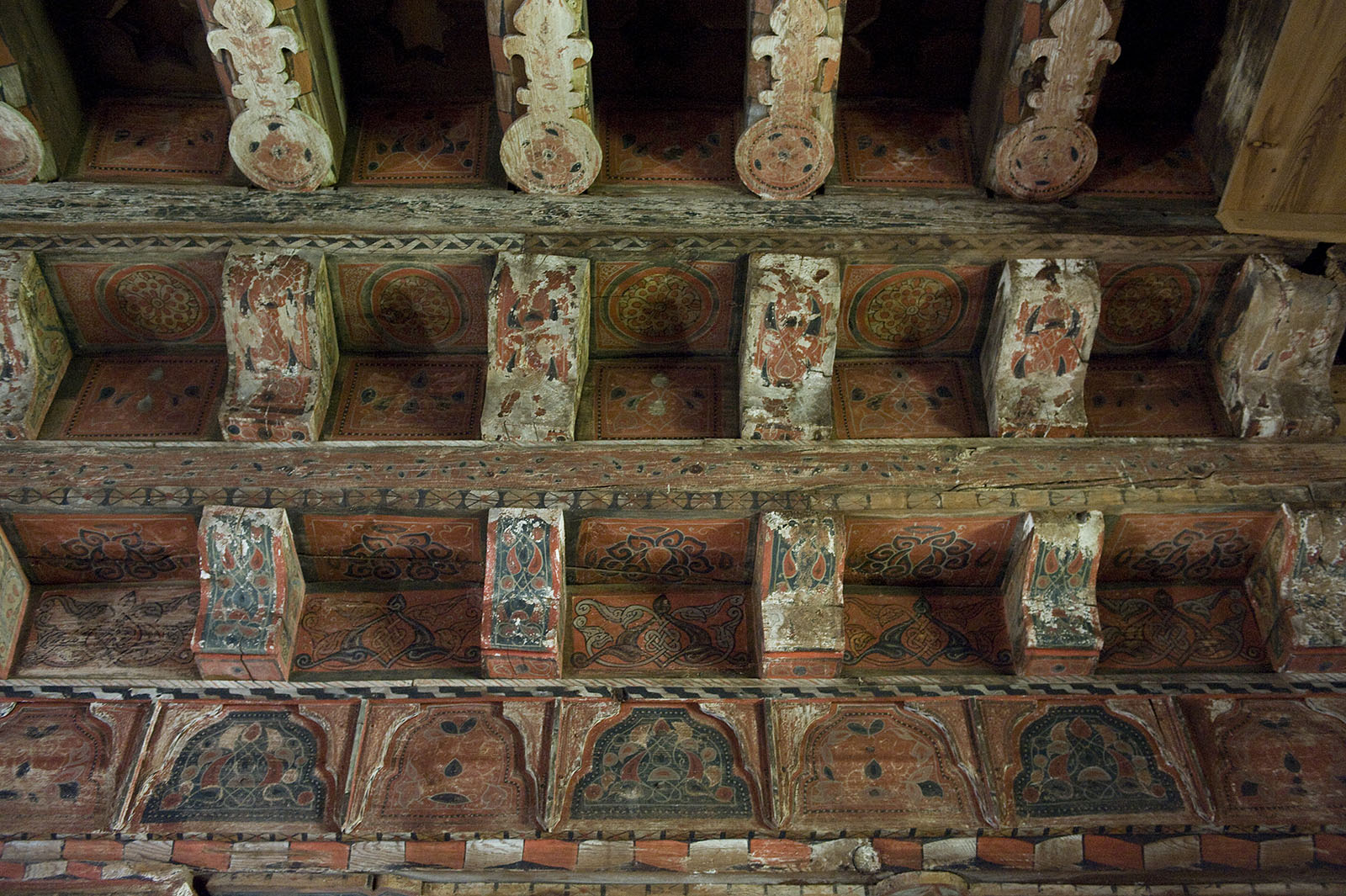
Мечеть Касаба Махмут Бей Інтер'єр, деталі оздоблення
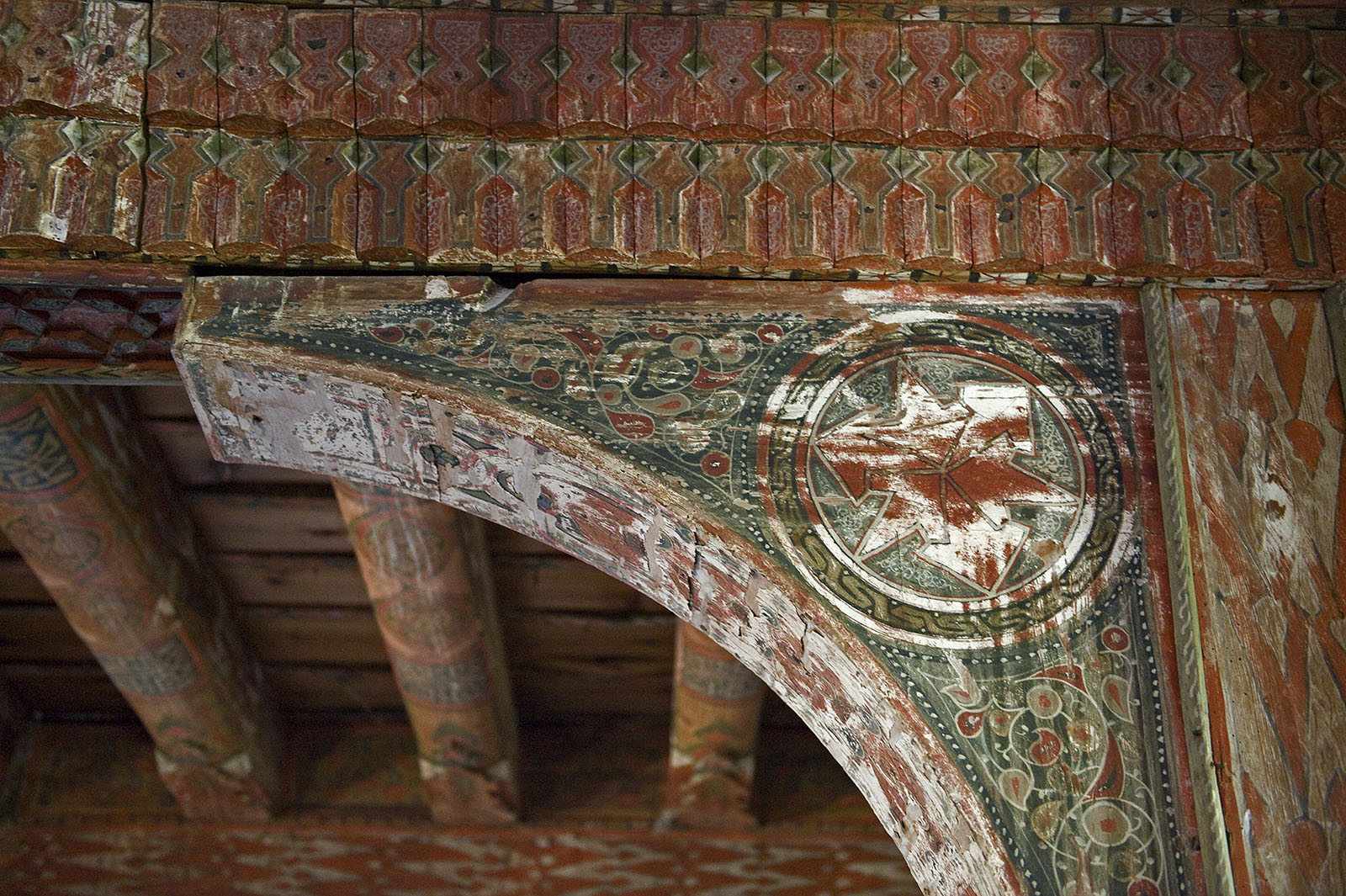
Мечеть Касаба Махмут Бей Інтер'єр, деталі оздоблення
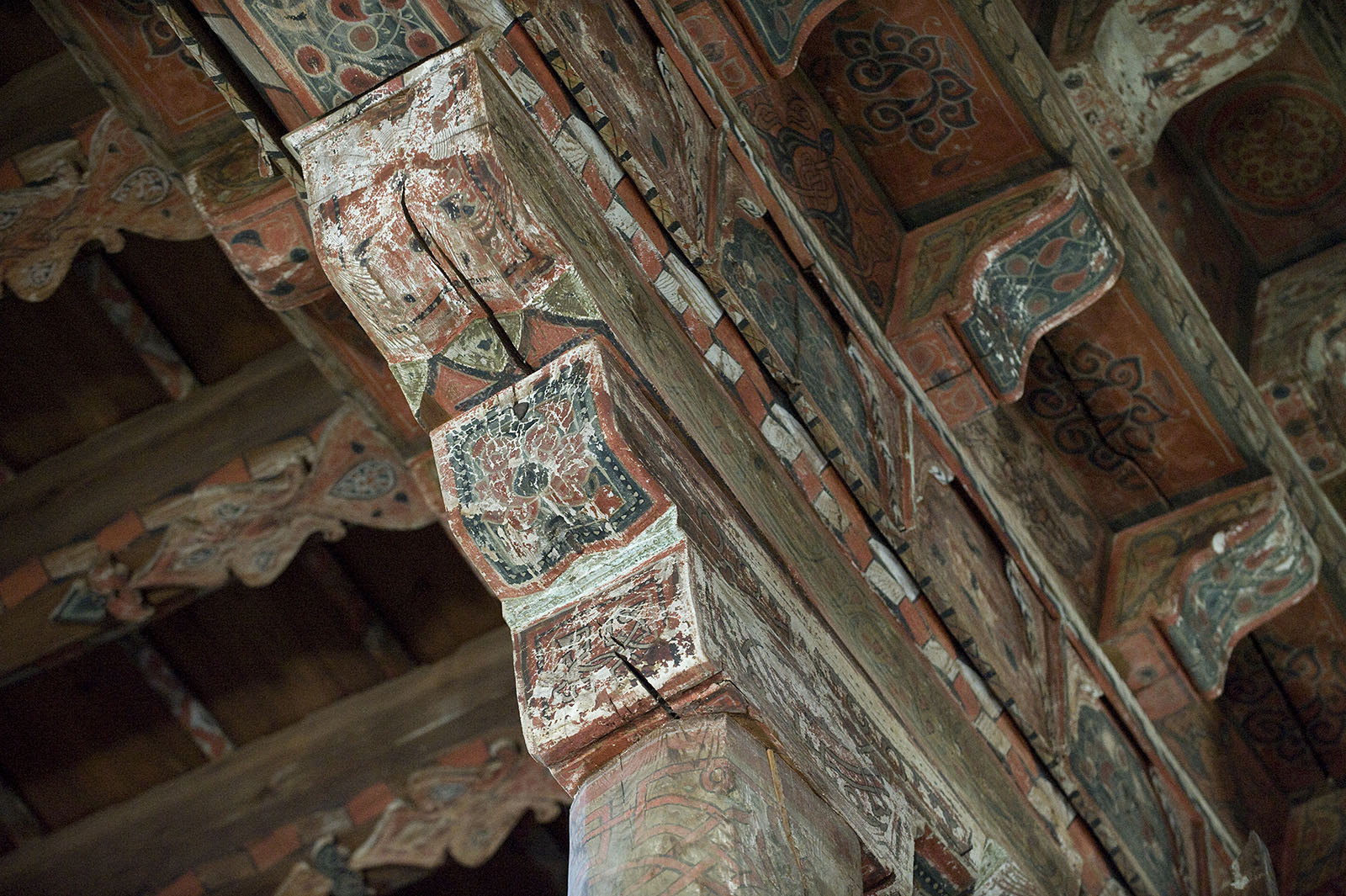
Мечеть Касаба Махмут Бей Інтер'єр, деталі оздоблення
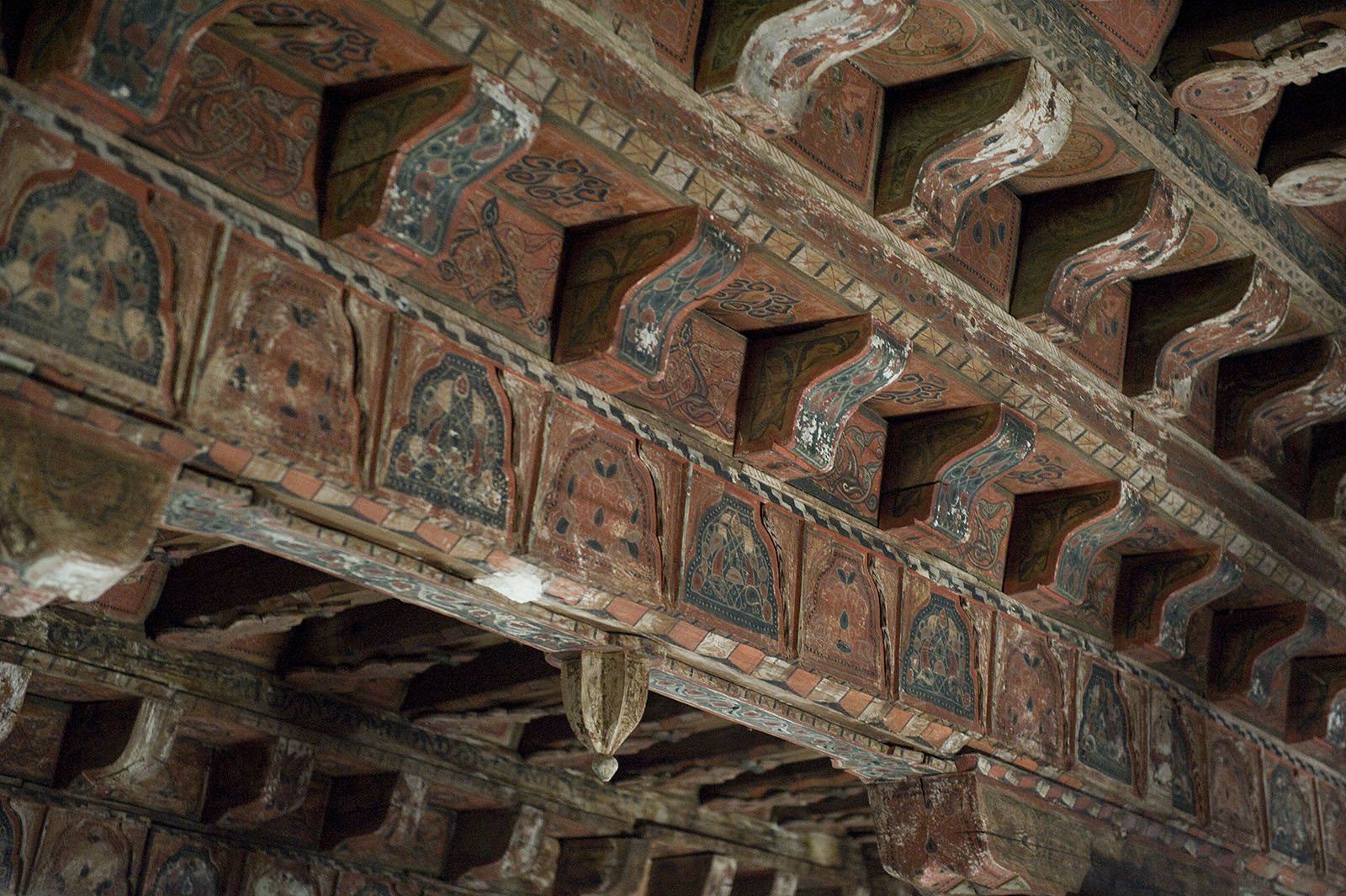
Мечеть Касаба Махмут Бей Інтер'єр, деталі оздоблення
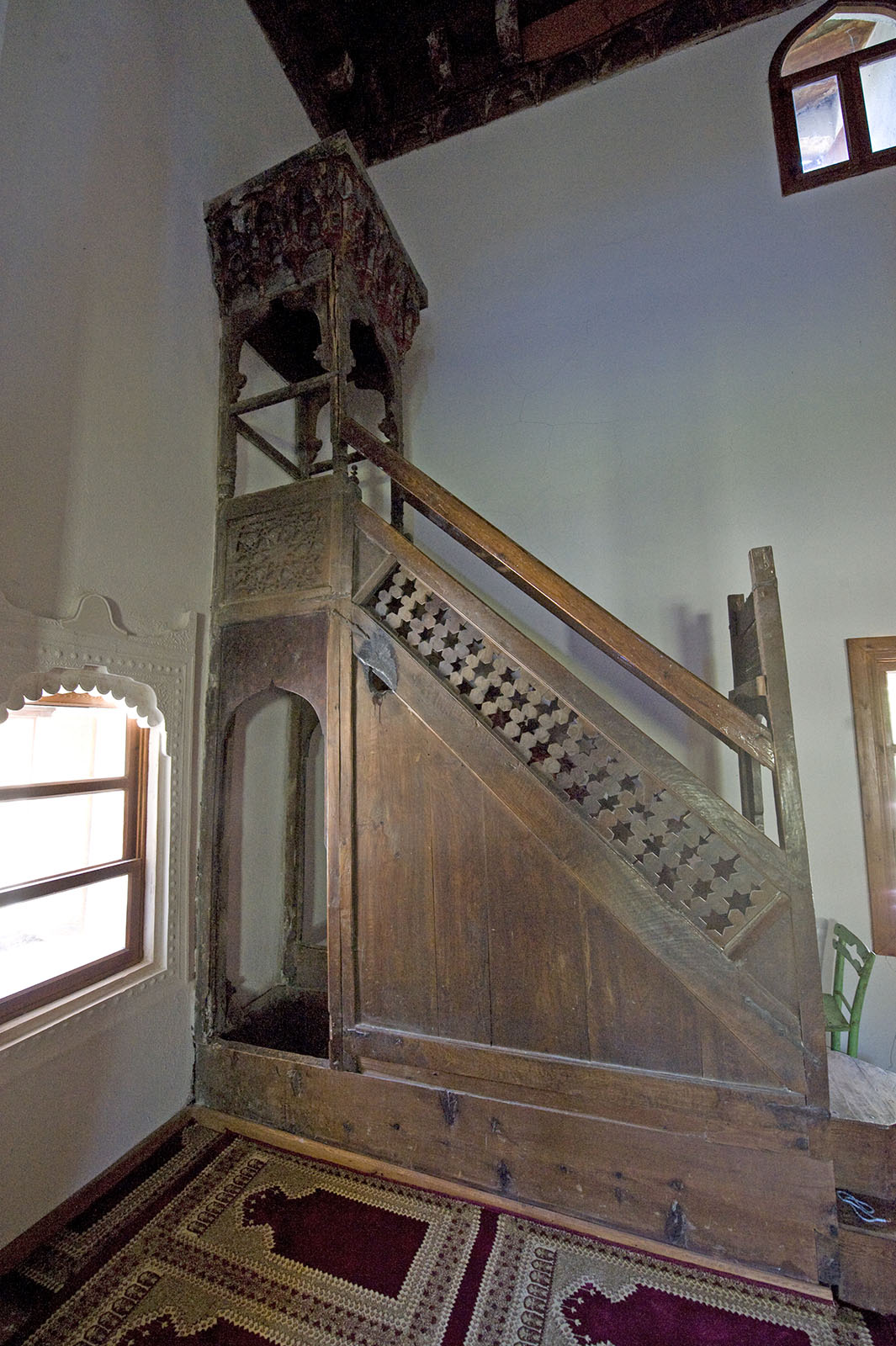
Мечеть Касаба Махмут Бей, мінбер